# Pousadas de Portugal
Pousadas de Portugal, o semplicemente Pousada, è una catena di hotel di lusso portoghesi. Dalla sua creazione, nel 1941, è di proprietà dello Stato portoghese. A partire dal 2003 la sua gestione è affidata a privati.

## Storia
La catena fu creata all'inizio degli anni quaranta, per l'impulso di António Ferro, poeta, drammatista e politico, a capo del Secretariado da Propaganda Nacional. Nel 1942 venne aperto il primo albergo ad Elvas, nell'Alentejo. In seguito furono aperte altre Pousadas regionales, sempre con poche camere, e con una particolare attenzione alla gastronomia locale.
Negli anni 1950 fu la volta delle Pousadas históricas, alberghi ricavati in edifici storici come castelli, monasteri e conventi. Il primo di questi alberghi fu la Pousada do Castelo, a Óbidos.
Nel 2003, il governo portoghese presieduto da José Barroso, scontento per i risultati deficitari dell'ente proprietario delle Pousadas, l'ENATUR, ne decise la parziale privatizzazione e l'affidamento a privati della gestione delle Pousadas stesse. Il vincitore della relativa gara d'appalto fu l'impresa GPP, che vede come azionista di maggioranza il gruppo Pestana, azienda alberghiera portoghese. Il 1° di settembre 2003 il GPP si aggiudicò la gestione delle Pousadas per un periodo di venti anni.

## Alberghi
Gli hotel Pousada sono divisi in quattro categorie:
- Históricas (Pousada storica)
- Design Históricas (Pousada storica e design)
- Charme (Pousada charme)
- Natureza (Pousada natura)